# Aanzetten tot het plegen van misdaden en wanbedrijven
Het aanzetten tot het plegen van misdaden en wanbedrijven is in België een strafbaar feit, dat geregeld is in artikel 66 van het Belgisch Strafwetboek (Sw.). De paragraaf dateert van 1891 en werd in het parlement gebracht als reactie op de grote stakingsgolf in de Borinage van 1886. Rapporteur van de Kamercommissie Justitie was de conservatieve katholiek Charles Woeste.
Dit misdrijf wordt verschillend gestraft naargelang de aanzetting al dan niet gevolg gehad heeft. Er wordt ook een onderscheid gemaakt tussen de individuele aanzetting (gericht tot een persoon) en de openbare of collectieve aanzetting (gericht tot een groep van personen).
In de meeste gevallen is het voor de strafbaarstelling nodig dat er wordt aangezet 'door woorden in openbare bijeenkomsten of plaatsen gesproken, hetzij door enigerlei geschrift, drukwerk, prent of zinnebeeld, aangeplakt, rondgedeeld of verkocht, te koop geboden of openlijk tentoongesteld'. Er is dus geen strafbaarheid voor het aanzetten tot het plegen van misdaden of wanbedrijven wanneer de aanzetting mondeling gebeurt en gericht is tot één enkel persoon. Dat geldt zowel wanneer de aanzetting het misdrijf rechtstreeks heeft uitgelokt als wanneer de aanzetting zonder gevolg is gebleven. Er is dus alleen strafbaarstelling in geval van openbare of collectieve aanzetting tot het plegen van een misdaad of een wanbedrijf. Hierop bestaat één uitzondering: de individuele aanzetting 'door middel van giften, beloften, bedreigingen, misbruik van gezag of van macht, misdadige kuiperijen of arglistigheden, die de misdaad of het wanbedrijf rechtstreeks [heeft] uitgelokt'.

## De aanzetting heeft het misdrijf rechtstreeks uitgelokt

### Individuele aanzetting
Individuele aanzetting tot een misdaad of een wanbedrijf is alleen dan strafbaar wanneer de persoon die aanzet 'door giften, beloften, bedreigingen, misbruik van gezag of van macht, misdadige kuiperijen of arglistigheden, de misdaad of het wanbedrijf rechtstreeks [heeft] uitgelokt' (artikel 66 Sw.). De aanzetter wordt dan gestraft als mededader. Een individuele persoon aanzetten om iemand slagen en verwondingen toe te brengen is dus niet strafbaar wanneer de aangesprokene geen giften ontvangt, wanneer hem geen beloften worden gedaan, enz.

### Collectieve aanzetting
Indien zijn aanzetting de misdaad of het wanbedrijf rechtstreeks heeft uitgelokt, dan wordt de aanzetter gestraft als mededader. Aldus wil het artikel 66 Sw. als daders van een misdaad of een wanbedrijf worden gestraft: zij die, het zij door woorden in openbare bijeenkomsten of plaatsen gesproken, hetzij door enigerlei geschrift, drukwerk, prent of zinnebeeld, aangeplakt, rondgedeeld of verkocht, te koop geboden of openlijk tentoongesteld, het plegen van het feit rechtstreeks hebben uitgelokt, onverminderd de straffen die bij de wet bepaald zijn tegen daders van aanzetting tot misdaden of wanbedrijven, zelfs voor het geval dat die aanzetting zonder gevolg is gebleven.
Een voorbeeld. Iemand zet in een vergadering aan tot moord. Een van de aanwezige personen tot wie de aanzetting gericht is pleegt de moord. De aanzetter wordt gestraft met dezelfde straffen als de moordenaar. Moord is strafbaar met levenslange opsluiting (artikel 394 van het Strafwetboek). De aanzetter zal eveneens gestraft kunnen worden met levenslange opsluiting.

## De aanzetting is zonder gevolg gebleven
Indien de aanzetting zonder gevolg is gebleven, dan wordt de wet van 25 maart 1891 houdende bestraffing van het aanzetten tot het plegen van misdaden en wanbedrijven toegepast. Deze wet bestraft de openbare of collectieve aanzetting tot het plegen van misdaden en bepaalde wanbedrijven, die zonder gevolg is gebleven of waarvan het gevolg niet kan worden aangetoond. De wet werd in 1891 aangenomen om te kunnen optreden tegen stakingsleiders.

### Aanzetting tot een misdaad
Aanzetting tot een misdaad wordt geregeld door artikel 1, eerste lid van de wet van 25 maart 1891.
Hij die, hetzij door woorden in openbare bijeenkomsten of plaatsen gesproken, hetzij door enigerlei geschrift, drukwerk, prent of zinnebeeld, aangeplakt, rondgedeeld of verkocht, te koop geboden of openlijk tentoongesteld, rechtstreeks en kwaadwillig, doch zonder gevolg, aanzet tot het plegen van een feit dat door de wet misdaad wordt genoemd, wordt gestraft met gevangenisstraf van acht dagen tot drie jaar en met geldboete van vijftig [euro] tot drieduizend [euro]. Aanzetting tot om het even welke misdaad (die zonder gevolg is gebleven) wordt strafbaar gesteld.
Een voorbeeld. Iemand zet in een vergadering aan tot moord. De aanzetting blijft zonder gevolg. De aanzetter is strafbaar met gevangenisstraf van drie jaar en met geldboete van drieduizend euro (te vermeerderen met de opdecimes op de strafrechtelijke geldboeten).

### Aanzetting tot een wanbedrijf
Aanzetting tot een wanbedrijf wordt geregeld door artikel 1, tweede en derde lid van de wet van 25 maart 1891.
Hij die, hetzij door woorden in openbare bijeenkomsten of plaatsen gesproken, hetzij door enigerlei geschrift, drukwerk, prent of zinnebeeld, aangeplakt, rondgedeeld of verkocht, te koop geboden of openlijk tentoongesteld, rechtstreeks en kwaadwillig, doch zonder gevolg, aanzet tot het plegen van een van de misdrijven omschreven, hetzij door de artikelen 269 tot 274, 313, 463, 523, 528, 533 [of] 534 (...) van het Strafwetboek, hetzij door het Militair Strafwetboek, wordt gestraft met gevangenisstraf van acht dagen tot drie maanden en met geldboete van zesentwintig [euro] tot duizend [euro] (artikel 1,tweede lid van de wet van 25 maart 1891).
Enkele voorbeelden. Iemand zet in een vergadering de aanwezigen aan tot diefstal zonder geweld en zonder braak; de aanzetting blijft zonder gevolg. Diefstal zonder geweld en zonder braak is strafbaar gesteld door artikel 463 van het Strafwetboek. De aanzetter kan gestraft worden met een gevangenisstraf van drie maanden en met geld boete van duizend euro (te vermeerderen met de opdecimes op de strafrechtelijke geldboeten). Een man zet in een vergadering de aanwezigen aan tot belaging (stalking). Belaging wordt strafbaar gesteld door artikel 442bis Sw. Dit artikel is echter niet opgenomen in artikel 1, tweede lid van de wet van 25 maart 1891. Aanzetting tot belaging, zonder gevolg, is bijgevolg niet strafbaar.

### Legerdienst
Hij die, op een van de wijzen in het eerste lid van de wet van 25 maart 1891 bedoeld, of door het voeren van een systematische propaganda, rechtstreeks en kwaadwillig, zelfs zonder gevolg, aanzet tot dienstweigering, hetzij door zich niet te onderwerpen aan een van de wervingsverrichtingen, hetzij door geen gehoor te geven aan een oproeping of aan een wederoproeping onder de wapens, hetzij door zich niet bij een manschapsmonstering aan te melden, wordt gestraft met dezelfde straffen (gevangenisstraf van acht dagen tot drie maanden en met geldboete van zesentwintig [euro] tot duizend [euro]).

### Verzachtende omstandigheden
Indien verzachtende omstandigheden aanwezig zijn, kunnen de rechters artikel 85 Sw. toepassen. Indien verzachtende omstandigheden aanwezig zijn kan de rechter de straffen verminderen beneden het bij de wet gestelde minimum (artikel 3 van de wet van 25 maart 1891).

### Verjaring
De strafvordering en de burgerlijke rechtsvordering betreffende de door de wet van 25 maart 1891 omschreven wanbedrijven verjaren door verloop van drie maanden, te rekenen van de dag waarop het misdrijf is gepleegd (artikel 4 van de wet van 25 maart 1891).

## Verheerlijking
De genoemde strafbepalingen hebben enkel betrekking hebben op het aanzetten tot een misdrijf (misdaad of wanbedrijf). De loutere verheerlijking van een misdrijf, of met andere woorden de 'apologie', van een misdrijf is niet strafbaar.

## Ontwikkelingen
Senator Geert Lambert (Sociaal-Liberale Partij) heeft aangegeven het bewuste vierde lid van artikel 66 te willen laten schrappen.

## Voorbeelden

### Proces van de 13 van Clabecq
Na het faillissement van Forges de Clabecq kwam het tot conflicten tussen enerzijds arbeiders en anderzijds curator en overheden. Enkele incidenten werden aangegrepen om 13 vakbondsmilitanten, waaronder de bekendste Roberto D'Orazio te vervolgen op basis van artikel 66§4.
In 2002 besliste het Brusselse Hof van Beroep artikel 66, vierde lid Sw. niet toe te passen op de gebeurtenissen bij Forges de Clabecq.

### Proces tegenDyab Abou JahjahenAhmed Azzuz(AEL)
Tijdens rellen in 2002 te Borgerhout werd Abou Jahjah ervan beschuldigd te hebben opgeroepen tot geweld. De rellen braken uit na de moord op een 27-jarige leraar van Marokkaanse komaf, gedood door zijn Belgische buurman. Het Belgisch politiek establishment deed Abou Jahjah en het AEL in de ban. Op 26 november 2002 hield premier Guy Verhofstadt een toespraak waarin hij opriep tot de arrestatie van Dyab Abou Jajah.
In het proces dat volgde werden Abou Jahjah en Ahmad Azzuz op 1 juni 2006 door de raadkamer vrijgesproken voor de vorming van een privémilitie.
In een andere rechtszaak, omtrent hun betrokkenheid bij de rellen in 2002, werd door het Antwerpse parket het artikel 66§4 bovengediept. Dit leidde 21 december 2007 tot een veroordeling tot een jaar gevangenisstraf. Deze veroordeling werd in beroep tenietgedaan op 20 oktober 2008.

## Nederland
In Nederland bepaalt Artikel 131 van het Wetboek van Strafrecht over opruiing: "Hij die in het openbaar, mondeling of bij geschrift of afbeelding, tot enig strafbaar feit of tot gewelddadig optreden tegen het openbaar gezag opruit, wordt gestraft met gevangenisstraf van ten hoogste vijf jaren of geldboete van de vierde categorie. Indien het strafbare feit waartoe wordt opgeruid een terroristisch misdrijf dan wel een misdrijf ter voorbereiding of vergemakkelijking van een terroristisch misdrijf inhoudt, wordt de gevangenisstraf, gesteld op het in het eerste lid omschreven feit, met een derde verhoogd."